# آندریا آرو
آندریا آرو (انگلیسی: Andrea Arru؛ زادهٔ ۱۸ اوت ۲۰۰۷) بازیگر تلویزیون، و مدل اهل ایتالیا است. وی از سال ۲۰۲۰ میلادی تاکنون مشغول فعالیت بوده‌است.
از فیلم‌ها یا برنامه‌های تلویزیونی که وی در آن نقش داشته‌است می‌توان به دیابولیک: تو کی هستی؟ اشاره کرد.